# Captain Planet and the Planeteers (відеогра)
Captain Planet and the Planeteers (укр. Команда рятувальників Капітана Планети) — відеогра-платформер 1991 року, розроблена Mindscape Inc за мотивами анімаційного телесеріалу «Команда рятувальників Капітана Планети».

## Ігровий процес
Версія для Nintendo Entertainment System складається з п'яти рівнів, кожен з яких поділяється на два різних типи етапів. У першому потрібно керувати міжнародними підлітками-героями, Планетянами, які летять на еколітаку до ворожої фортеці, уникаючи миттєвої смерті від дотику до будь-яких декорацій, снарядів чи птахів. Другий етап передбачає керування Капітаном Планетою, який бореться з еколиходієм із серіалу. Рівні в NES-версії встановлені в Єллоустонському національному парку, Атлантичному океані, Африці та Антарктиді.

## Випуск
Captain Planet and the Planeteers була випущена у 1991-1992 роках студією Mindscape Inc для різних платформ. Три версії були розроблені для трьох окремих платформ із різним ігроладом для кожної з них. Версії для Amiga та Atari ST восени 1991 року. Версії для ZX Spectrum, Amstrad CPC, Nintendo Entertainment System і Sega Mega Drive випущені 1992 року.

## Огляди
Журнал «Crash» оцінив гру на 88 зі 100, а видання «Sega Pro» випустило рецензію з оцінкою 59 зі 100, де вони описали гру як «нудну та повторювану».